# Raymond Tabournel
Raymond Tabournel, né le 15 août 1872 à Bourges dans le département du Cher et mort pour la France à Versailles, le 30 janvier 1918, est un historien français du XXe siècle. Son nom est inscrit au Panthéon parmi les 560 écrivains morts au champ d'honneur pendant la Première Guerre mondiale. Il a également publié des ouvrages sous le pseudonyme de Gabriel Marri.

## Biographie
Gabriel Marie Raymond Tabournel, né le 15 août 1872 à Bourges,, est le fils d'Étienne Auguste Raymond Tabournel (1830-1899), vérificateur de l'enregistrement et des domaines et de Marie Lucie Célestine Leveillé (1841-1894). 
Il passe sa jeunesse en Auvergne, à Clermont-Ferrand et à l'Institution Sainte-Marie de Riom, d'où sa mère est originaire,. Après le collège, il poursuit en 1890 ses études à l'École Sainte-Geneviève de la rue des Postes à Paris. Il prépare le concours d'entrée à l'École spéciale militaire de Saint-Cyr mais échoue. Il obtient une licence ès lettres et une licence en droit, puis devient, en 1902, professeur d'histoire à l'École Sainte-Geneviève pour les préparationnaires à Saint-Cyr ainsi qu'à l'Institut catholique de Paris. À la création de l'École des sciences économiques et commerciales (future ESSEC), au sein de École Sainte-Geneviève, il est chargé des cours d'économie politique, d'institutions commerciales et de politique commerciale. 
Il fait son service militaire de novembre 1893 à septembre 1894 au 105e régiment d'infanterie à Riom. Passé dans la réserve, il effectue de nombreuses périodes d'exercices qui lui permettent d'être nommé sergent en 1895, sous-lieutenant en 1900, lieutenant en 1905 et capitaine de réserve en avril 1912. 
Érudit et passionné d'histoire, il est président de la Société des études historiques en 1908, et écrit pour La Revue des études historiques, Le mois littéraire et artistique et la revue régionaliste La Veillée d'Auvergne.  
Il épouse Anne Charlotte Élisabeth Salvy (1888-1979) le 4 août 1913 à Marsat dans le Puy-de-Dôme.  
Il est mobilisé en août 1914, comme capitaine commandant la 22e compagnie du 305e Régiment d'infanterie de Riom, et prend part à la bataille d'Alsace, à la campagne de l'Ourcq et au début de la bataille de l'Aisne. Le 13 septembre 1914, à Fontenoy, il est gravement blessé par l'éclatement d'un obus qui lui paralyse les jambes en-dessous des genoux. Longtemps malade, il réussit à revenir dans les tranchées au 17e régiment d'infanterie en août 1915. Le mal qu'il a contracté l'envoie de nouveau à l'hôpital à l'arrière et il est mis hors cadres en mars 1916.   
Revenu à la vie civile, il reprend ses cours en octobre 1916. En juillet 1917, après la mort d'Alfred Mativet, il est nommé directeur de la nouvelle École Sainte-Geneviève qui s'est installée à Versailles.  
Affaibli par ses blessures de guerre et la maladie, il contracte la grippe fin 1917 et meurt le 30 janvier 1918 à Versailles,,. Ses obsèques sont célébrées à la chapelle de l'École Sainte-Geneviève le 2 février avant qu'il soit inhumé au cimetière de Riom.  

## Hommages
- Le nom de Raymond Tabournel est inscrit au Panthéon dans la liste des 560 écrivains morts pour la France pendant la guerre de 1914-1918[18].
- Son nom figure sur la plaque commémorative de l'Institution Sainte-Marie à Riom et le monument aux morts de Marsat.

## Œuvres principales
- Le prince Henri de Prusse et le Directoire, 1795-1802, 1908
- Étapes de septembre 1914 - Carnet de route d'un commandant de compagnie
- Des goûts et des couleurs : essai historique sur la couleur dans la peinture française, sous le nom de Gabriel Marri, 1915